# Regno del Ruanda
Il Regno di Banyarwanda (noto anche come il Regno del Ruanda) fu fondato nel XV secolo da una tribù pastorale, i tutsi (tradizionalmente noti come vatussi), che occupavano circa il territorio controllato dal moderno stato del Ruanda, prima di essere sottoposto gradualmente agli interessi coloniali europei a partire dal 1890.
Dal 1890 al 1918, infatti, il Ruanda fu parte dell'Africa Orientale Tedesca.
Il Regno del Ruanda fu fondato, in effetti, nel 1081 da re Gihanga Ngomijana .
In seguito alla sconfitta tedesca nella prima guerra mondiale il Ruanda fu assegnato, insieme al Burundi, al Belgio come mandato della Società delle Nazioni con il nome di Ruanda-Urundi e tale rimase fino al 1º luglio 1962, data in cui fu proclamata l'indipendenza. La monarchia, invece, durò fino al  1º luglio 1961, quando venne dichiarata la Repubblica.